# Chinchilloidea
Loschinchilloideos (Chinchilloidea) son una superfamilia de roedores histricomorfos sudamericanos que incluye familias extintas (solo conocidas por el registro fósil) y 2 familias que poseen representantes vivientes, entre los que se encuentran la pacarana, las chinchillas, los chinchillones o vizcachas de la sierra y la vizcacha de llanura.

## Taxonomía
Descripción original
El taxón base de Chinchilloidea fue descrito originalmente en el año 1833 por el médico, zoólogo y escritor inglés Edward Turner Bennett. Fue el paleontólogo, geólogo y biólogo estadounidense George Gaylord Simpson quien propuso la consideración superfamiliar.

### Subdivisión
La superfamilia Chinchilloidea está integrada por varias familias, dos de las cuales tienen representantes vivientes:
- Chinchillidae Bennett, 1833 Incluye las vivientes vizcachas y chinchíllidos.
- Dinomyidae Peters, 1873 Incluye la viviente pacarana (Dinomys branickii).
- † Neoepiblemidae Kraglievich, 1926 Incluye formas extintas de tamaño gigantesco.[6]
- † Cephalomyidae Ameghino, 1897 Incluye formas extintas que habitaron en la Argentina y en Bolivia.[7]

Además, se ha relacionado esta superfamilia con algunos géneros extintos, cuyas asignaciones familiares aún no han sido concluidas, como Garridomys, Perimys, Scotamys y Asteromys.

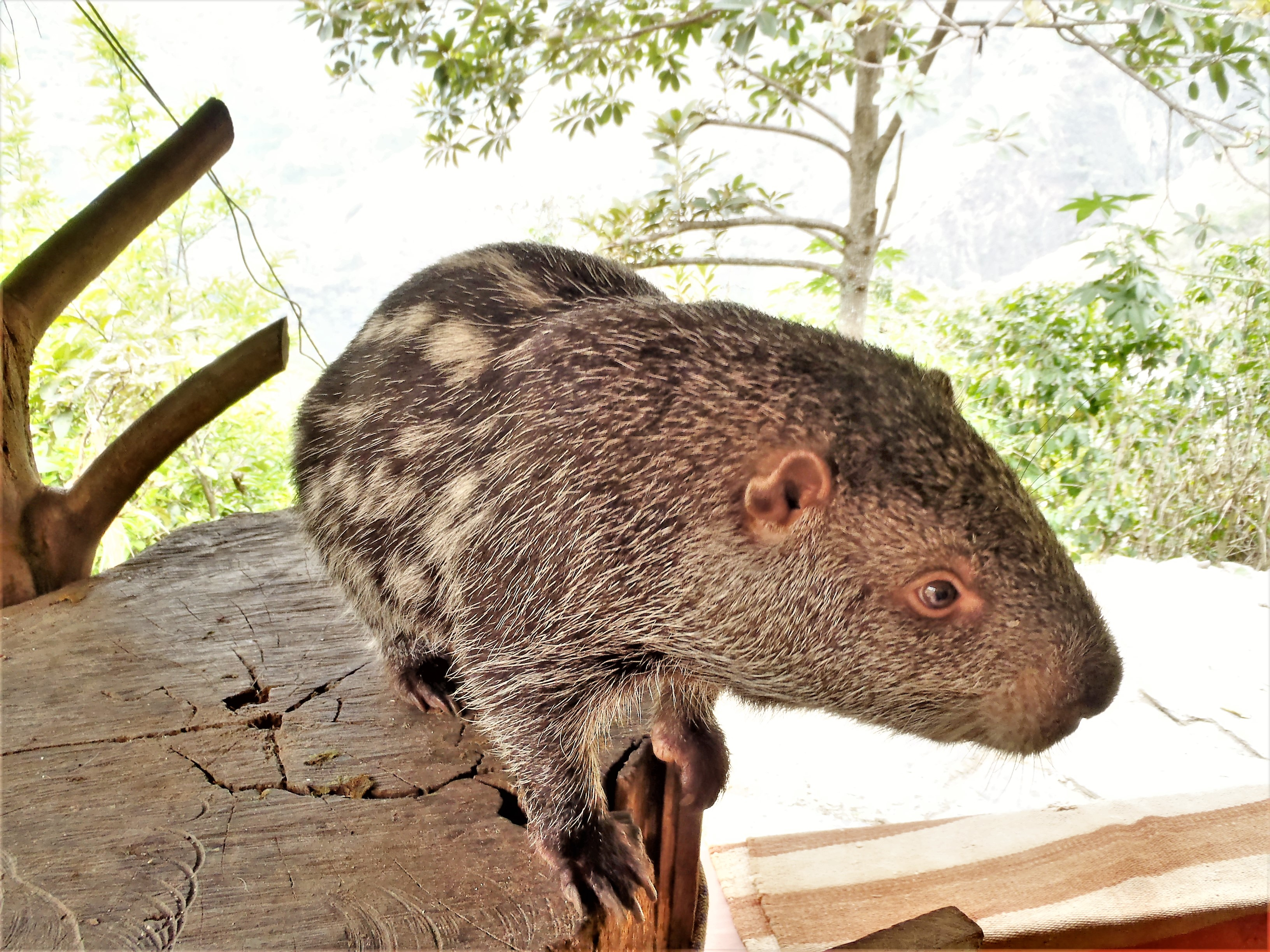
Pacarana (Dinomys branickii).

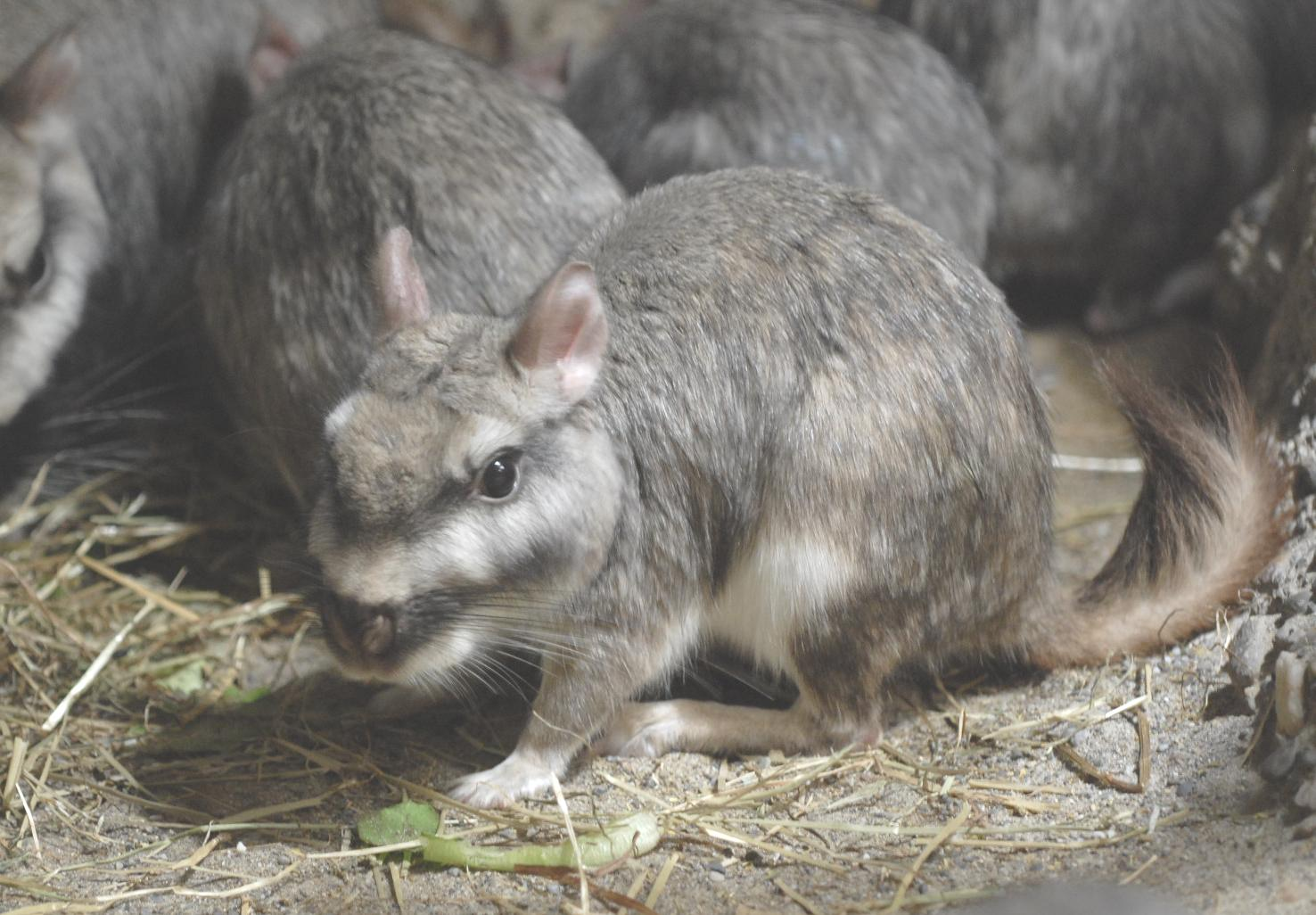
Vizcacha de llanura (Lagostomus maximus).

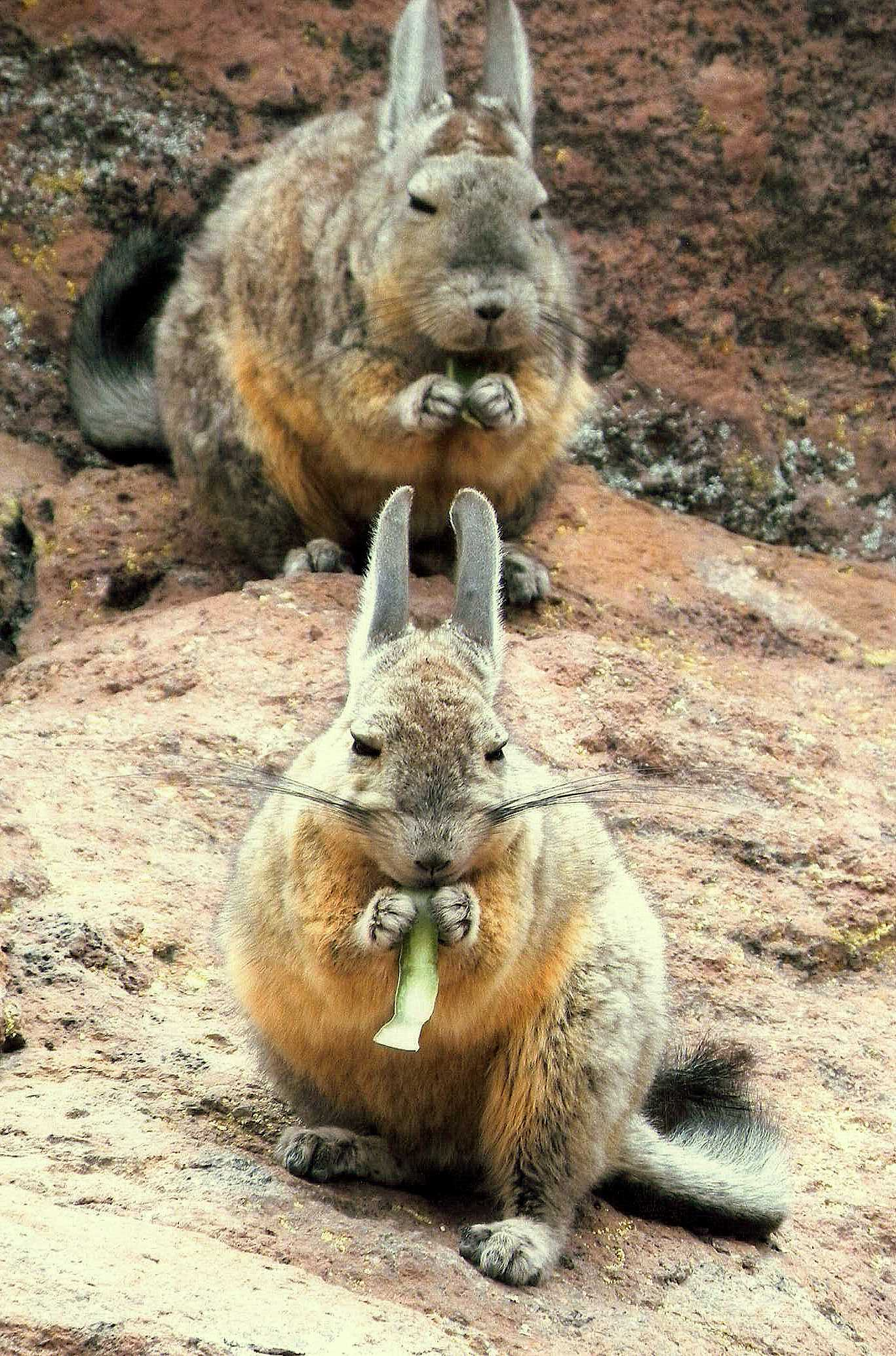
Vizcacha de la sierra o chinchillón (Lagidium) camino al volcán Ollagüe, Bolivia.

## Generalidades
El primer registro de Chinchilloidea es de la SALMA Tinguiririquense, con la aparición de Eoviscaccia en Chile.
En los estudios moleculares, la monofilia de esta superfamilia está bien soportada, siendo tradicionalmente considerado el clado hermano de Octodontoidea.
Gigantismo
Las familias de los neoepiblémidos, presentó algunas formas de un tamaño gigantesco para un roedor, con pesos que superaron los 500 kg, en el caso de las especies del género Phoberomys.
Por otra parte, la familia de los dinómidos incluye a los roedores de mayor tamaño conocidos. En el caso de Josephoartigasia monesi habría alcanzado los 1000 kg.